# Penguin Highway
Penguin Highway (ペンギン・ハイウェイ, Pengin Haiwei) est un roman japonais de science fantasy écrit par Tomihiko Morimi et publié en 2010. On y suit l'histoire d'un jeune enfant nommé Aoyama tentant de comprendre la raison derrière la soudaine apparition d'un groupe de manchots dans sa petite ville avec l'aide d'une mystérieuse femme dont il est tombé amoureux. Une adaptation manga est prépubliée dans le Monthly Comic Alive entre mars 2018 et février 2019,. Une adaptation en film d'animation, réalisée par Hiroyasu Ishida au Studio Colorido, est sortie au Japon en 2018 et en France le 14 août 2019 sous le titre Le Mystère des pingouins.

## Synopsis
Un beau jour, un étrange groupe de manchots a commencé à apparaître dans la petite ville du jeune écolier Aoyama. Il se met alors en tête de découvrir la véritable nature de ces créatures et leurs objectifs en lançant le « Penguin Highway Research » (ペンギン・ハイウェイ研究, Pengin Haiwei kenkyū), et assiste à l'apparition d'un manchot au moment où il est dans une clinique dentaire. Cela surprend la jeune femme qui y travaille comme assistante qui ne comprend pas comment un manchot peut apparaître de nulle part.
Ainsi, à l'aide de son meilleur ami Uchida, de sa camarade de classe Hamamoto et de la jeune femme, Aoyama va mener sa petite enquête autour de la mystérieuse venue de ces petits êtres marins.

## Personnages
Aoyama (アオヤマ君, Aoyama-kun)
Voix japonaise : Kana Kita (ja)
La jeune femme (お姉さん, Onē-san)
Voix japonaise : Yū Aoi
Uchida (ウチダ君, Uchida-kun)
Voix japonaise : Rie Kugimiya
Hamamoto (ハマモトさん, Hamamoto-san)
Voix japonaise : Megumi Han
Suzuki (スズキ君, Suzuki-kun)
Voix japonaise : Miki Fukui (ja)
Le père d'Aoyama (アオヤマ君のお父さん, Aoyama-kun no Otōsan)
Voix japonaise : Hidetoshi Nishijima
Le père de Hamamoto (ハマモトさんのお父さん, Hamamoto-san no Otōsan)
Voix japonaise : Naoto Takenaka

## Productions et supports

### Roman
Penguin Highway est un roman de Tomihiko Morimi, dont l'édition originale a été publiée par Kadokawa Bunko au format tankōbon le 28 mai 2010  (ISBN 9784048740630). Kadokawa a par la suite republié le roman au format bunko sous sa marque Kadokawa Bunko le 22 novembre 2012  (ISBN 9784041005613). À la sortie du film d'animation, une nouvelle édition du roman est publiée avec une couverture illustrée par Booota sous la marque Kadokawa Tsubasa Bunko le 15 juin 2018  (ISBN 9784046317988).

### Manga
Une adaptation manga du roman avec des dessins de Keito Yano est lancée dans le numéro du mai 2018 du magazine de prépublication de seinen manga Monthly Comic Alive, sorti le 27 mars 2018. Cette adaptation s'est conclue dans le numéro d'avril 2019, publié le 27 février 2019. Les chapitres sont rassemblés et édités dans le format tankōbon par Kadokawa Shoten avec le premier volume publié en août 2017 ; le troisième et dernier volume tankōbon est sorti en mai 2019.
La maison d'édition nobi nobi ! a annoncé la publication de la série en français sous le titre Le Mystère des pingouins,.

#### Liste de volumes
| no | Japonais         | Japonais          | Français         | Français          |
| no | Date de sortie   | ISBN              | Date de sortie   | ISBN              |
| -- | ---------------- | ----------------- | ---------------- | ----------------- |
| 1  | 23 juillet 2018  | 978-4-04-065082-1 | 28 août 2019     | 978-2-3734-9368-9 |
| 2  | 23 décembre 2018 | 978-4-04-065329-7 | 16 octobre 2019  | 978-2-3734-9378-8 |
| 3  | 23 mai 2019      | 978-4-04-065710-3 | 11 décembre 2019 | 978-2-3734-9410-5 |

### Film d'animation
Une adaptation de film anime réalisée par Studio Colorido a été annoncée le 1er mars 2018. Hiroyasu Ishida est le réalisateur du film dont Yōjirō Arai en est le character designer, avec Makoto Ueda écrivant le scénario et Umitarō Abe composant la bande originale,. La chanson thème est Good Night (ja), écrite et chantée par Hikaru Utada.
Le film a été projeté en avant-première mondial au Festival FanTasia à Montréal le 29 juillet 2018. Tōhō a sorti le film en salles au Japon le 17 août 2018. Fuji Creative est responsable de la distribution internationale du film. Anime Limited a annoncé en juillet 2018 avoir acquis le film pour le distribuer au Royaume-Uni et en Irlande, où il a été présenté pour la première fois au Scotland Loves Anime Glasgow (en) le 13 octobre 2018, avec une sortie plus large en 2019. Eleven Arts (en) a annoncé la distribution du film en salles en Amérique du Nord, où il a été présenté en avant-première au Crunchyroll Expo à San Jose le 2 septembre 2018, puis projeté plus largement le 12 avril 2019. Madman Entertainment a annoncé avoir acquis le film pour le distribuer en Australie et en Nouvelle-Zélande, où le film a été présenté pour la première fois au Madman Anime Festival de Melbourne le 15 septembre 2018, puis diffusé plus largement depuis le 8 novembre 2018.
Le film est aussi présenté pendant le Festival international du film d'animation d'Annecy 2018. Des avant-premières françaises ont eu lieu à Paris et à Nantes fin octobre 2018. Wild Bunch et @Anime ont sorti le long-métrage en France le 14 août 2019 sous le titre Le Mystère des pingouins.

#### Fiche technique
- Titre français : Le Mystère des pingouins
- Titre original : ペンギン・ハイウェイ
- Titre international : Penguin Highway
- Réalisation : Hiroyasu Ishida
- Scénario : Makoto Ueda (ja) d'après le roman de Tomihiko Morimi
- Société de production : Studio Colorido
- Pays d'origine : Japon
- Format : Couleurs - 35 mm - 2,20:1
- Genre : Animation, aventure
- Durée : 118 minutes
- Date de sortie :
  -  Japon : 17 août 2018
  -  France : 14 août 2019

## Accueil

### Roman
Le roman a remporté le Grand prix Nihon SF en 2010.

### Film d'animation
Le long-métrage est lauréat du Prix Satoshi Kon du meilleur film d'animation au Festival FanTasia. Il a été nommé au Grand prix du jury des Utopiales en novembre 2018.
Au Japon, le film a été projeté dans 192 salles au cours de son weekend d'ouverture, où il s'est classé 10e du box-office. Le film a ensuite quitté le top 10, en rapportant 307 millions de yen (2,5 millions d'euros) le 26 août 2018.

### Sources
1. 1 2 3  (ja) « 森見登美彦「ペンギン・ハイウェイ」アニメ映画化！北香那、蒼井優が出演 », sur natalie.mu,‎ 1er mars 2018 (consulté le 7 juin 2019)
2. 1 2  (ja) « アライブでコミカライズ一挙4作品始動、付録は袴姿のレム＆ラムポスター », sur natalie.mu,‎ 27 février 2019 (consulté le 7 juin 2019)
3. 1 2  (ja) « 缶乃「あの娘にキスと白百合を」5年3カ月の連載に幕、女学園舞台の青春オムニバス », sur natalie.mu,‎ 27 février 2019 (consulté le 7 juin 2019)
4. 1 2  « Le Mystère des Pingouins (Penguin Highway) daté en France », sur manga-news.com, 7 juin 2019 (consulté le 7 juin 2019)
5. 1 2 3  (en) Rafael Antonio Pineda, « Tatami Galaxy Novelist's Penguin Highway Coming-of-Age Fantasy Gets Anime Film : Director Hiroyasu Ishida, Typhoon Noruda's Colorido animate Tomihiko Morimi's story », sur Anime News Network, 1er mars 2018 (consulté le 7 juin 2019)
6. 1 2 3 4 5  (en) Karen Ressler, « Penguin Highway Anime Film's 2nd Trailer Reveals More Cast : Megumi Han, Rie Kugimiya, Naoto Takenaka, Hidetoshi Nishijima, Miki Fukui join cast », sur Anime News Network, 26 juin 2018 (consulté le 7 juin 2019)
7. ↑  (ja) Tomihiko Morimi, « ペンギン・ハイウェイ : （単行本） », sur Kadokawa,‎ 28 mai 2010 (consulté le 7 juin 2019)
8. ↑  (ja) Tomihiko Morimi, « ペンギン・ハイウェイ : （角川文庫） », sur Kadokawa,‎ 22 novembre 2012 (consulté le 7 juin 2019)
9. ↑  (ja) Tomihiko Morimi, « ペンギン・ハイウェイ : （角川つばさ文庫） », sur Kadokawa,‎ 15 juin 2018 (consulté le 7 juin 2019)
10. ↑  (ja) « 「ペンギン・ハイウェイ」コミカライズ1巻、忘れられない夏の物語をマンガでも », sur natalie.mu,‎ 23 juillet 2018 (consulté le 7 juin 2019)
11. ↑  (ja) « 【5月23日付】本日発売の単行本リスト », sur natalie.mu,‎ 23 mai 2019 (consulté le 7 juin 2019)
12. ↑  « https://www.manga-news.com/index.php/actus/2019/06/30/Le-mystere-des-pinguoins-annonce-par-nobi-nobi », sur manga-news.com, 26 juillet 2019 (consulté le 26 juillet 2019)
13. ↑  « Le mystère des pingouins en librairie le 28 août 2019 », sur nobi nobi !, 26 juillet 2019 (consulté le 26 juillet 2019)
14. ↑  (ja) « アニメ「ペンギン・ハイウェイ」主題歌は宇多田ヒカル、予告編も公開 », sur natalie.mu,‎ 16 mai 2018 (consulté le 7 juin 2019)
15. 1 2  (en) Rafael Antonio Pineda, « Penguin Highway Film Wins Satoshi Kon Award at Fantasia Int'l Film Festival : Hiroyasu Ishida, Studio Colorido's adaptation of Tomihiko Morimi novel opens in Japan on August 17 », sur Anime News Network, 26 juillet 2018 (consulté le 7 juin 2019)
16. ↑  (en) Karen Ressler, « Hikaru Utada Performs Penguin Highway Anime Film's Theme Song : Trailer streamed for film opening August 17 », sur Anime News Network, 15 mai 2018 (consulté le 7 juin 2019)
17. ↑  (en) Scotland Loves Anime (@lovesanimation), « We can't reveal the full lineup yet but tickets for select films in our lineup at @glasgowfilm (12-14th Oct) are on sale », sur Twitter, 29 août 2018 (consulté le 7 juin 2019)
18. ↑  (en) Andy Hanley, « ANIME LIMITED ACQUIRES “PENGUIN HIGHWAY” : Coming to cinemas in 2019 », sur Anime Limited (consulté le 7 juin 2019)
19. ↑  (en) Rafael Antonio Pineda, « Eleven Arts to Premiere Penguin Highway Anime Film at Crunchyroll Expo : Hiroyasu Ishida, Studio Colorido's adaptation of Tomihiko Morimi's novel opened at #10 in Japan », sur Anime News Network, 31 août 2018 (consulté le 7 juin 2019)
20. ↑  (en) Dan Sarto, « ‘Penguin Highway’ Theatrical Release Set for April 12 : Hiroyasu Ishida’s animated adaptation of Tomihiko Morimi’s best-selling coming-of-age novel and manga being distributed in U.S. and Canada by ELEVEN ARTS. », sur awn.com, 6 février 2019 (consulté le 7 juin 2019)
21. ↑  (en) Madman Anime Festival (@MadFest), « Be swept up in a whimsical and wondrous journey at @MadFest Melbourne 2018 with the Australian Premiere of Penguin Highway! 🐧✨ », sur Twitter,‎ 22 août 2018 (consulté le 7 juin 2019)
22. ↑  (en) Madman Entertainment (@Madman), « Well....That's one way to distract someone! 😬 Penguin Highway flips into cinemas November 8! 🐧 », sur Twitter,‎ 22 août 2018 (consulté le 7 juin 2019)
23. ↑  « Le Festival d'Animation d'Annecy dévoile ses invités japonais », sur manga-news.com, 25 avril 2018 (consulté le 7 juin 2019)
24. ↑  « Le film Penguin Highway prochainement diffusé en avant-première à Paris et Nantes », sur manga-news.com, 16 octobre 2018 (consulté le 7 juin 2019)
25. ↑  (ja) « 第３１回ＳＦ大賞受賞作 », sur Grand prix Nihon SF,‎ 2010 (consulté le 7 juin 2019)
26. ↑  Archaic, « UTOPIALES 2018 : LES FILMS EN COMPÉTITION », sur archaic.fr, 21 novembre 2018 (consulté le 7 juin 2019)
27. ↑  (en) Rafael Antonio Pineda, « Live-Action Gintama 2 Earns 800 Million Yen at #1, Seven Deadly Sins Opens at #5 : penguin highway opens at #10, Mirai drops to #9 », sur Anime News Network, 20 août 2018 (consulté le 7 juin 2019)
28. ↑  (en) Rafael Antonio Pineda, « Live-Action Gintama 2 Film Falls to #2, Seven Deadly Sins Falls to #10 : Penguin Highway, Mirai fall off top 10; Non Non Biyori, Prince of Tennis top mini-theater ranking », sur Anime News Network, 27 août 2018 (consulté le 7 juin 2019)

### Œuvres
Édition japonaise
Manga
1. 1 2  (ja) « ペンギン・ハイウェイ　01 », sur Kadokawa (consulté le 26 juillet 2019)
2. 1 2  (ja) « ペンギン・ハイウェイ　02 », sur Kadokawa (consulté le 26 juillet 2019)
3. 1 2  (ja) « ペンギン・ハイウェイ　03 », sur Kadokawa (consulté le 26 juillet 2019)

Édition française
Manga
1. 1 2  « Le Mystère des Pingouins T01 », sur nobi nobi ! (consulté le 26 juillet 2019)
2. 1 2  « Le Mystère des Pingouins T02 », sur manga-news.com (consulté le 26 juillet 2019)
3. 1 2  « Le Mystère des Pingouins T03 », sur manga-news.com (consulté le 26 juillet 2019)